# Ferenc Szekeres
Ferenc Szekeres (21 marzo 1947) è un ex maratoneta ungherese, vincitore della maratona di Amsterdam nel 1979 e nel 1981.
Ha partecipato a due Olimpiadi:
- Monaco di Baviera 1972: 33º
- Mosca 1980: 12º

## Altre competizioni internazionali
1979
- Oro alla Maratona di Amsterdam ( Amsterdam) - 2h14'46"

1981
- Oro alla Maratona di Amsterdam ( Amsterdam) - 2h18'11"

1982
- 19º alla Maratona di Londra ( Londra) - 2h17'10"